# Liv Mjönes
Liv Mjönes, née le 18 septembre 1979, est une actrice suédoise.

## Filmographie
- 2002 : Vexator (court métrage) : Veronika
- 2003 : Miffo : Jenny Maria Brunander
- 2005 : Coachen (mini série) : l'employée de banque
- 2005 : Nära huden (court métrage) : Tova
- 2006 : Isola (court métrage) : Helen
- 2006 : En uppstoppad hund (téléfilm) : Nelly
- 2006 : Innan du slår i marken (court métrage) : Nora
- 2007 : Se upp för dårarna
- 2007 : Draken (mini série) : Lena
- 2009 : De halvt dolda (mini série) : Alice
- 2009 : Vägen hem : la nounou Sara Svensson
- 2009 : Melvin (court métrage) : Pucko
- 2009 : Oskyldigt dömd (série télévisée) : Monica Johansson
- 2008-2010 : Hotell Kantarell (série télévisée) : Viola
- 2011 : Bibliotekstjuven (mini série) : Pia
- 2011 : Drottningoffret (mini série) : Jenny
- 2011 : Kyss mig : Frida
- 2011 : Stockholm Östra : Kattis
- 2011 : Anno 1790 (série télévisée) : Elouise Espersen
- 2012 : Hamilton: I nationens intresse : Johanna Runestam
- 2012 : Solsidan (série télévisée) : Susanne
- 2013 : Wallander (série télévisée) : Helen Svedberg
- 2013 : Ett sista farväl (court métrage) : Malin
- 2013 : Tragedi på en lantkyrkogård (téléfilm)
- 2014 : Ettor & nollor (mini série) : Petra
- 2014 : Gentlemen : Vivi
- 2014 : Torpederna (série télévisée) : Camilla
- 2015 : Jag vill nå dig (court métrage)
- 2015 : Modus (série télévisée) : Patricia Green
- 2015 : Gentlemen & Gangsters (mini série) : Vivi
- 2015 : Tsatsiki, farsan och olivkriget : Tsatsikis mamma
- 2016 : A Serious Game (Den allvarsamma leken)
- 2017 : All Inclusive
- 2018 : Advokaten (série01e01)
- 2018 : Sthlm Rekviem (Stockholm Requiem, série 10 épisodes)
- 2019 : Midsommar d'Ari Aster : Ulla